# IC 4060
IC 4060 је спирална галаксија у сазвјежђу Ловачки пси која се налази на листи објеката дубоког неба у Индекс каталогу.
Деклинација објекта је + 40° 35' 4" а ректасцензија 13h 0m 52,4s. Привидна величина (магнитуда) објекта IC 4060 износи 14,9 а фотографска магнитуда 15,8. IC 4060 је још познат и под ознакама MCG 7-27-13, PGC 44823.